# 仲夏夜之淫梦

\

-->
-->
《BABYLON STAGE34 仲夏夜之淫梦 the IMP》，簡稱《仲夏夜之淫梦》，是日本男同性恋色情片公司COAT CORPORATION于2001年发行的色情片集，在Niconico動畫廣為傳播後成為網路迷因和音MAD的素材，並衍生出若干流行語。

## 内容
《仲夏夜之淫夢》全片由四个独立章节组成：
- 第一章《极道胁迫！体育部员们的逆袭》（日語：極道脅迫！体育部員たちの逆襲）
- 第二章《模特反击！被侵犯的星探》（日語：モデル反撃！犯されるスカウトマン）
- 第三章《偷拍！然后SM妄想……》（日语：盗撮！そしてSM妄想へ…）
- 第四章《昏睡强奸！化为野兽的前辈》（日語：昏睡レイプ！野獣と化した先輩）

## 反響
《仲夏夜之淫夢》于2001年发行，2007年被轉載於Niconico動畫後成為網路迷因，並從2008年左右開始被大量用作音MAD的素材。2010年後Niconico動畫上相關音MAD影片投稿激增，基於背景被塗成藍色或綠色的「BB先輩系列」相關素材的影片被稱為「BB先輩劇場」，且根據原創劇情的不同有時還會附上「恐怖淫夢」或「戰鬥淫夢」等標籤。以“仲夏夜之淫梦”为标签的影片数量在2012年4月左右超过“游戏”标签下的影片数量，并登上2014年3月4日至10日期間的Niconico人氣影片標籤排行榜第一位。

## 流行文化

汉字形式的野兽先辈“张口闭眼”简易图。

《仲夏夜之淫夢》第四章中登場的角色「田所」後來被網民稱為「野獸先輩」，其衍生梗等成為網路流行語，被稱為「淫夢語錄」。該角色在網民間的別稱來自2011年時一名被警方逮捕的名叫田所浩治的嫌犯，網民將該角色稱呼為與田所浩治日語同音且輸入法結果比較靠前的「田所浩二」。由於在日語中「野」與「八」、「獸」與「十」的發音類似，於是每年的8月10日被網民稱為「野獸之日」，各地的粉絲「homo」（日语： homo，中文圈有時寫成字形相似的「木毛」）會於當天在影片的拍攝地下北澤的北澤三丁目公園聚集慶祝，也因此引發了附近居民的不安，COAT CORPORATION也呼籲不要進行「聖地巡禮」。

### 野獸先輩
野獸先輩（日语：／ yajyuu senpai），又被稱為「田所浩二」，是一位姓名不详的男同性戀色情片演員，第四章《昏睡レイプ！野獣と化した先輩》出現的角色。該角色因其誇張的表演風格和特定台詞，在網路上引發大量二次創作，成為日本網路文化中的知名迷因角色。
「田所浩二」這一名稱並非該演員的真名，而是源於2011年一名名為「田所浩治」的嫌犯被逮捕的新聞報導。由於兩者長相相似、日語發音相同，且輸入法中「田所浩二」排列較前，網民遂將其作為該角色的代稱。

### 114514
在该影片中，野兽先輩喊出的（好啊！来啊！）與日语「114514」諧音，也使得「114514」等諧音梗在網際網路上大量传播。2022年8月10日，有多名网友在Twitter上发布11时45分14秒在COAT CORPORATION的公司地址附近“朝圣”的经过。

## 影響
- 2012年發售的十八禁電子遊戲《認真和我談戀愛！S》曾在劇情中影射《仲夏夜之淫梦》[10]。
- 2016年，藝人大岛薰提出“查明野兽先辈现状”的企划，在被批評涉及侵犯个人隐私後终止[11]。
- 2017年，手機遊戲《妖怪惑星Claris》（妖怪惑星クラリス）的開發團隊決定把作中角色的名稱交由Twitter用戶集體建議，因此他們之後採用的名稱當中部分具《仲夏夜之淫梦》的元素[12]。
- 2023年10月5日，在廣告媒體開放網民投稿後，東京北千住車站西口正面的廣告電視牆出現了網民投稿的「野獸先輩」相關梗圖[13]。
- 2024年9月2日，神奈川縣警察本部交通部交通總務課在一張發在X的交通宣導圖中致敬了「野獸先輩」，圖中的「反面例子」從坐姿、上衣和褲子的顏色都一模一樣，一天內即獲得2000萬次觀看數[14]。
- 2024年11月27日，台灣南投基督教醫院於Facebook粉專用「野獸先輩」的「黑色沙發」、「王道」、「昏睡紅茶」等要素配圖進行痔瘡防治宣導[15]。
- 2025年3月，台北市立動物園為剛出生的兩隻石虎寶寶徵集名字，有網友提名「野獸、仙貝」為兩隻石虎的名字，在意見徵求投票环节中獲得了五千餘票，位列候選名第一，然而並沒有進入官方的候選名，園方回應稱該名稱易引發爭議[16]，最终定名“捲心蛋、捲心糕”[17]。
- 2025年5月14日，為民國114年5月14日、日本大正114年5月14日與北韓主體114年5月14日，引來部分日本和台灣網民發文「慶祝」與打卡留念。[18]

## 評論
《J-CAST》的評論認為，在考慮到原始背景的情況下，「淫夢語錄」是「極具攻擊性」的。
《Kotaku》的Brian Ashcraft形容《仲夏夜之淫夢》在日本「臭名昭著」，並援引Know Your Meme的觀點認為其「因荒謬、過度的演技，長期以來在日本的網路上備受嘲諷」。
日本大学法学部新聞学科專任講師平井智尚認為，在Niconico動畫上「仲夏夜之淫梦」相關的影片「吸引了一定數量的觀看，但在其圈子外卻鮮少被提及」，是因為其「是以性小眾為題材的色情片，有較高的道德限制」，且「大多數影片都將原作品相關的人物視為笑料」。